# Oleksandr Šovkovski
Oleksandr Volodimirovič Šovkovski (ukrajinski: Олександр Володимирович Шовковський; Kijev, 2. siječnja 1975.) ukrajinski je nogometni trener i bivši nogometaš. Trenutačno je trener kijevskog Dinama. Igrao je na poziciji vratara. 
Za Dinamo Kijev igra od 1992., a cijelo vrijeme su u Viščoj ligi. Visok je 191 cm i težak 86 kg. Također je član nacionalne reprezentacije. Na Svjetskom prvenstvu 2006. brani za Ukrajinu. Na utakmici protiv Švicarske obranio je dva jedanaesterca i odveo svoju momčad u četvrtfinale.